# Atelopus zeteki
Espèce
Synonymes
- Atelopus varius zeteki Dunn, 1933

Statut de conservation UICN

PEWA2ace : Peut-être éteint à l'état sauvage
Statut CITES
Atelopus zeteki est une espèce d'amphibiens de la famille des Bufonidae. Elle est parfois nommée "Grenouille dorée", par les anglophones notamment.

## Répartition
Cette espèce est endémique de l'Ouest du Panama,. Elle se rencontre dans la région du Cerro Campana-Valle de Antón dans les provinces de Coclé et de Panama entre 335 et 1 315 m d'altitude dans la Serranía de Tabasará.

## Description
Dans les forêts sèches les mâles mesurent de 35 à 40 mm pour un poids de trois à cinq grammes et les femelles de 45 à 55 mm pour un poids de quatre à sept grammes et dans les forêts humides les mâles mesurent de 39 à 48 mm pour un poids de huit à douze grammes et les femelles de 55 à 63 mm pour un poids de dix à quinze grammes.

## Comportement

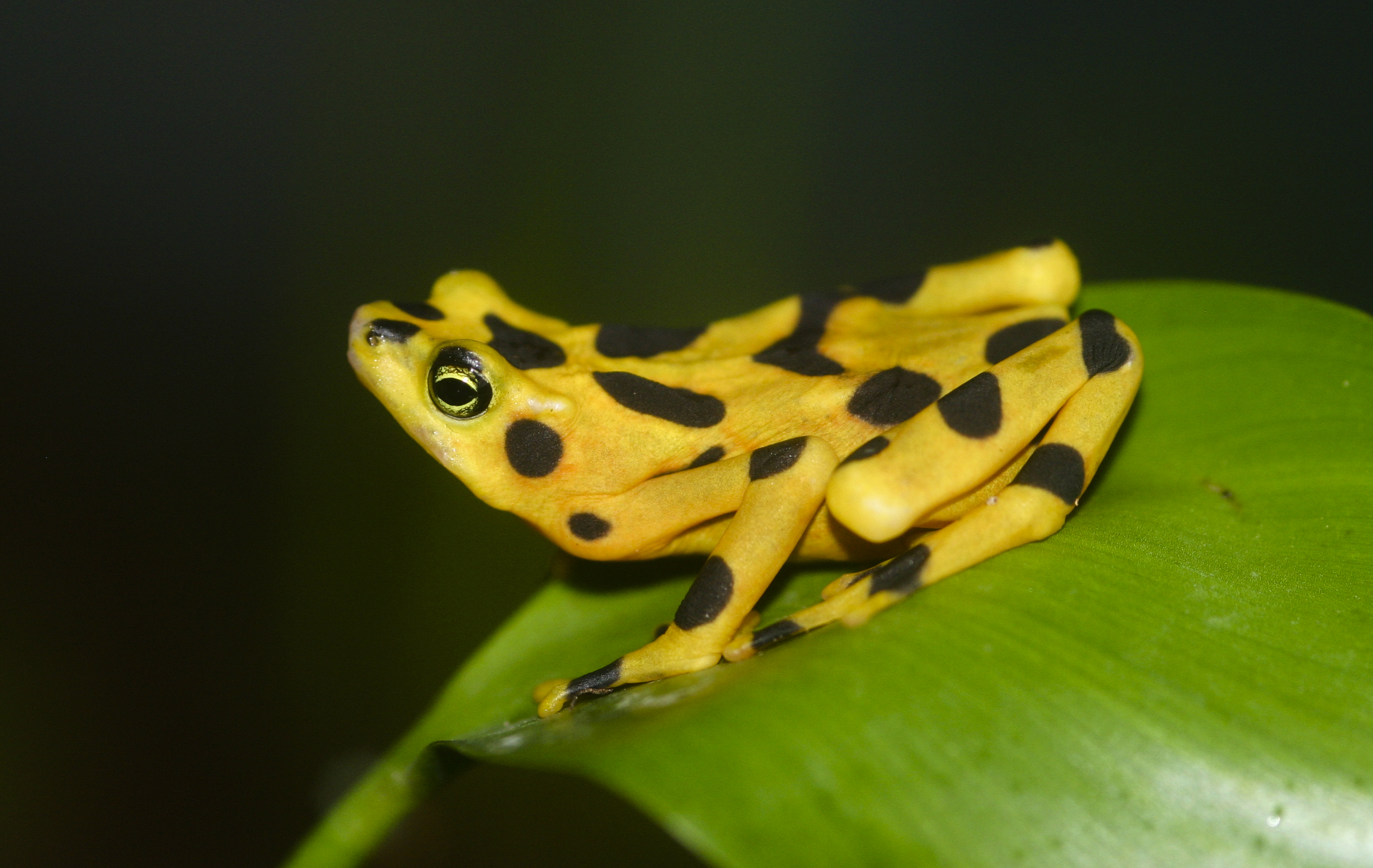
Attitude caractéristique, très cambrée

Ce petit crapaud dont la forme évoque celle d'une grenouille intéresse les éthologues, car il manifeste des liens sociaux s'exprimant à la fois par le chant et par certaines attitudes (position debout et geste de la "main").

## Extinction
Depuis plusieurs années, la population de ces « Rana Dorada » a disparu de son milieu naturel en raison de la diminution de ses zones d'habitats, des pollutions diverses et de l'invasion d'un champignon aquatique appelé Batrachochytrium dendrobatidis,.
Cette grenouille n'est désormais visible que dans le centre du Smithsonian dans le parc zoologique El Nispero de El Valle de Antón au Panama.

## Étymologie
Cette espèce est nommée en l'honneur de l'entomologiste James Zetek (1886-1959).

## Publication originale
- Dunn, 1933 : Amphibians and reptiles from El Valle de Anton, Panama. Occasional Papers of the Boston Society of Natural History, vol. 8, p. 65–79 (texte intégral).